# Die No. 1 vom Wienerwald
Die No. 1 vom Wienerwald (kurz: No. 1) ist eine österreichische Musikgruppe, die von Wolfgang Ambros gegründet wurde.

## Geschichte
1971 startete Wolfgang Ambros mit dem Lied Da Hofa seine Karriere. 1976 gründete er gemeinsam mit Peter Schleicher, Helmut Pichler, Helmut Nowak und Martin Kunz seine Begleitband Die No. 1 vom Wienerwald. 1977 wurde Martin Kunz von Peter Koller ersetzt. 1978 verließ Peter Schleicher aus unbekannten Gründen die Band. Als Ersatz kam Günter Dzikowski. Zunächst war die Band nur bei Live-Auftritten tätig. Erst auf dem Album Nie und nimmer im Jahr 1979 erschienen erstmals gemeinsame Aufnahmen. In den 1980er Jahren konnte man auf den Schallplatten das Logo „Wolfgang Ambros und die No. 1“ lesen. 1985 musste Helmut Nowak krankheitsbedingt die Gruppe verlassen. Sein Nachfolger Hartmut Pfannmüller wirkte nur beim 1986 erschienenen Album No. 13, dessen Name eine Anspielung auf die Band sein sollte, mit. 1986 kam Harry Stampfer zur Band. Aufgrund eines schweren Schlaganfalls musste Helmut Pichler 2006 die Gruppe verlassen. Erich Buchebner wurde als neuer Bassist engagiert. Am 6. April 2013 starb der ehemalige Bassist Helmut Pichler nach langer schwerer Krankheit im Alter von 65 Jahren. Seit 2022 wird Ambros durch den langjährigen Roadie und Roland Vogl an der akustischen Gitarre unterstützt, der auch zusammen mit Ambros und Dzikowski beim Programm "Ambros Pur" auf der Bühne steht.

## Diskografie
siehe Wolfgang Ambros/Diskografie